# Кабакчи, Виктор Владимирович
Ви́ктор Влади́мирович Кабакчи (26 сентября 1937, Ленинград — 16 мая 2025) — советский и российский лингвист и филолог, доктор филологических наук, профессор.

## Биография
Окончил ЛГПИ им. А. И. Герцена с отличием в 1966 г. Там же окончил аспирантуру и в 1972 г. защитил кандидатскую диссертацию по квази-адвербиальным предложно-именным сочетаниям. В дальнейшем В. В. Кабакчи сосредоточил внимание на проблемах взаимовлияния языков и культур и в 1987 г. защитил докторскую диссертацию по англоязычному описанию русской культуры, заложившую фундамент нового направления лингвистики — интерлингвокультурологии.
С момента окончания обучения и по настоящий момент В. В. Кабакчи работает в РГПУ им. А.И. Герцена, а с 2005 г. — в Санкт-Петербургском государственном экономическом университете.
Скончался 16 мая 2025 года

## Основные работы
- Kabakchi V. V. Cultural Identity and Foreign Language Teaching // ELT Journal. — 1978. — Vol. 33, No. 4. — P. 313—318.
- Kabakchi V. V. Teaching Idiomatic English to Russian Students // ELT Journal. — 1980. — Vol. 34, No. 3. — P. 227—230.
- Kabakchi V. V. What’s in a (Foreign) Name? // ELT Journal. — 1982. — Vol. 36, No. 4. — P. 269—270.
- Кабакчи В. В. Striking a balance between universal and local // World Language English. — 1983. — Vol. 2, No. 4. — P. 229-23I.
- Кабакчи В. В. КАФЕДРА — FACULTY, DEPARTMENT, CHAIR…? // Тетради переводчика. — М., 1984. — Вып. 21. — С. 107—112.
- Кабакчи В. В. Внешнекультурная коммуникация (проблема номинации на материале англоязычного описания советской культуры): диссертация … доктора филол. наук. — Л. : ЛГУ, 1987.
- Кабакчи В. В. Основы англоязычной межкультурной коммуникации. — СПб. : РГПУ им. А. И. Герцена — ИВЭСЭП, 1998. — 232 с.
- Кабакчи В. В. Практика английского языка межкультурного общения. Religion. Christianity. Russian Orthodoxy (Pravoslavie). — СПб. : СПбИВЭСЭП : Знание, 2001. — 176 с.
- Кабакчи В. В. Практика англоязычной межкультурной коммуникации. — СПб. : Союз, 2001/2007. — 480 с.
- Кабакчи В. В. The Dictionary of Russia (2500 Cultural Terms) : Англо-английский словарь русской культурной терминологии. — СПб. : Союз, 2002. — 576 с.
- Кабакчи В. В. Мировая культура. Викторины : Учебное пособие по английскому языку. — СПб. : КАРО, 2004. — 304 с.
- Кабакчи В. В. Практика гида-переводчика. In English About St. Petersburg. Parts I—II. Texts and exercises. — СПб. : ИВЭСЭП : Знание : Союз, 2004. — 546 с.
- Кабакчи В. В. Практика английского языка : Сборник упражнений по переводу. English — Russian. — СПб. : Союз, 2005. — 256 с.
- Кабакчи В. В. Англоязычное описание русской культуры. Russian Culture Through English : учеб. пособие для студ. высш. учебн. заведений. — М. : "Издательский центр «Академия», 2009. — 224 с.
- Кабакчи В. В., Белоглазова Е. В. Введение в интерлингвокультурологию. — СПб. : Изд-во СПбГУЭФ, 2012. — 252 с.[3]